# Hrustin
Hrustin (szlovákul Hruštín) község Szlovákiában, a Zsolnai kerület Námesztói járásában. A tőle 2 km-re északra lévő Vanyovka tartozik hozzá.

## Fekvése
Námesztótól 13 km-re délnyugatra, az azonos nevű patak mellett fekszik, a 78-as út mentén.

## Története
Azon a területen, ahol a mai község elterül, a 16. századig nem volt település. A falu 1580 körül keletkezett a vlach jog alapján, amikor pásztorokat telepítettek ide. A falu első említése 1588-ból származik „Hrussczyn” néven, Árva várának tartozékaként. A falu földesurai a Thurzók voltak. Lakói mezőgazdasággal és állattartással foglalkoztak. Emellett vászonszövéssel, lábbelik, fém- és fatárgyak készítésével foglalkoztak. Házaikat kizárólag fából építették, ez lévén az egyetlen elérhető építőanyag. 1626-ban már 30 család, mintegy 150 lakos élt a faluban. Első temploma 1631-ben fából épült. A települést a 17. században a hadak többször is feldúlták. 1715-ben mintegy 450 lakosa volt. 1737 és 1742 között pestis pusztított. 1752-ben 159 család lakott a községben. 1778-ban 605 lakosa volt.
A 18. század végén Vályi András így ír róla: „HRUSTIN. Tót falu Árva Várm. földes Ura a’ K. Kamara, lakosai katolikusok, fekszik Árva Várához közel, minden Namesztovi járásbéli Helységek között leg közelebb, határja közép termékenységű, terem kiváltképen árpát, és zabot.”
1820-ban felépült a plébániatemplom. 1828-ban 183 házában 943 lakos élt.
Fényes Elek 1851-ben kiadott geográfiai szótárában így ír a faluról: „Hrussin, tót falu, Árva vmegyében: 939 kath., 7 zsidó lak., kik vászon- és fa-eszközök készitéséből, s fuvarozásból élnek. Kath. paroch. templom. 95 7/8 sessio. F. u. az árvai uradalom.”
1916-ban megépült az első fűrészüzem. A trianoni diktátumig Árva vármegye Námesztói járásához tartozott.

## Népessége
| Év:            | 1994. | 2004.   | 2014.   | 2024.   |
| -------------- | ----- | ------- | ------- | ------- |
| Emberek száma: | 3057  | 3215    | 3153    | 3184    |
| Eltérés:       |       | +5,16 % | -1,92 % | +0,98 % |

| Év:            | 2023. | 2024.   |
| -------------- | ----- | ------- |
| Emberek száma: | 3190  | 3184    |
| Eltérés:       |       | -0,18 % |

1910-ben 1410, túlnyomórészt szlovák lakosa volt.
2001-ben 3188 lakosából 3180 szlovák volt.
2011-ben 3178 lakosából 3140 szlovák.

## Nevezetességei
- Keresztelő Szent Jánosnak szentelt római katolikusok plébániatemploma 1820-ban épült.
- Szent Anna kápolnája 1800 körüli.

## Külső hivatkozások
- Hivatalos oldal
- Községinfó
- Hrustin Szlovákia térképén
- Hrustin az Árvai régió honlapján
- E-obce.sk

## Lásd még
- Vanyovka